# كرايغ كريستين
كرايغ كريستين (بالإنجليزية: Craig Kirsten)‏ (6 يونيو 1994 في جنوب أفريقيا - ) هو لاعب كريكت جنوب أفريقي.

## وصلات خارجية
- كرايغ كريستين على موقع إي آس بي آن كريك إنفو (الإنجليزية)